# Baron (Baron)
Baron is een bestuurslaag in het regentschap Nganjuk van de provincie Oost-Java, Indonesië. Baron telt 4856 inwoners (volkstelling 2010).